# محمد المسباح
محمد المسباح (7 مارس 1965 -)، مغني كويتي.

## حياته
ولد في الكويت جزيرة فيلكا متزوّج ولديه من الأولاد: بدرية، جاسم، أحمد، سارة، آمنة، نورة
تقاعد بسبب إصابته في الظهر عندما كان موظفاً في البترول، وبعد التقاعد الصحي حاول تأسيس شركة خاصة لكنّه لم يوفّق.
ترعرع وسط عائلة مثقّفة لذا لم تكن بدايته الفنية صعبة، فشقيقه صالح العازفين على آلة الكمان وجدّته صاحبة صوت جميل وخبرة في أداء «المالد واليلوه»، وهما من تراثنا الديني الجميل، وحافظة للقرآن.
بدأت علاقة محمد مع الموسيقى منذ الطفولة، عندما عشق آلة الأكورديون، وفي الحادية عشرة من عمره برز عشقه لآلة العود التي كانت أكبر من حجمه، فعلّم نفسه بنفسه العزف عليها، وكان مطلع «يا شادي الألحان» أول لحن عزفه، ثم تعلّم عزف باقي الألحان من أخيه الأكبر الذي درس الموسيقى في القاهرة، بعد ذلك أصبح الاستماع أساس تعلّمه على آلة العود، إذ كان يستمع إلى أغاني التراثين الكويتي والعربي اللذين تربّت أذنه عليهما، إحدى أبرز المحطات في بدايات عزفه كانت عندما شارك في العزف على آلة العود في مسابقة وزارة التربية (1979) وحاز المركز الأول في حضور الأساتذة: القدير عبد العزيز المفرج، غنام الديكان، سعيد البنا وغيرهم وكان آنذاك طالباً في الصف الثاني ثانوي.
في مارس 2017 أجريت له عملية جراحية عاجلة، إثر معاناته من آلام في الظهر (الديسك)، ليبقى فترة لا تقل عن الشهر في منزله

## مشواره الفني
بداياته مع الغناء كانت في حفلات السمر مع الأصدقاء، ولم يكن مقتنعاً بصوته، آنذاك، لكنه كان يغني ليرضي نفسه نظراً إلى الحس الغنائي الكبير الذي ورثه من نشأته الفنية، إذ تعلم التذوق الغنائي من الاستماع إلى: زكريا أحمد، أبو العلا محمد، محمد القصبجي، محمد عبد الوهاب... وغيرهم من رواد الموسيقى في العالم العربي.
عندما لمس وجود نغم وجملة موسيقية لديه، راح يركض وراء الكلمة الجيّدة كما لو كانت عروساً رائعة الجمال، ويدنو من التراث بانتماء جدّي، معتبراً ذلك قضية أساسية. فإذا غنى تلمّس الطبيعة بعمقها فتخرج الكلمة منه بنبرة صوت عطوفة وحنونة.
أكثر من أغنية ترنّم بها ومنها تلك التي غناها عام 1983، وقبل دخوله الرسمي إلى الساحة الغنائية كمطرب معترف به غنّى مع صديقه بدر محمود أغنيتين في شريط خاص بينهما من ألحان صالح الكويتي، من تلك التي غنّتها الفنانة زكية جورج، كذلك غنى «الحلم» للسيدة أم كلثوم، وفي جلسة جمعته والملحن عبد الله الرميثان سمع تلك الأغنية منه فأعجب بها.

### أول أغنية
أول أغنية سجّلها كانت من ألحان صديق له يهوى الفن ولديه ستوديو مصغّر في بيته ويسير في الخط نفسه الذي يسير فيه، لا سيما في اهتمامه بدراسة آلة العود.
سمع الأغنية الشاعر الغنائي مبارك الحديبي فسمّعها بدوره إلى المنتج محمد الصقعبي واجتمعا مع الفنان القدير غنام الديكان والفنان الراحل مرزوق المرزوق والملحّن يوسف المهنا، وكانت الجلسة بمثابة لجنة قيّمت صوت محمد المسباح وأبدت استعدادها لتقديم ألحان له... فكانت «أتمون يا نظر العيون» أول أغنية رسمية لمحمد المسباح، من كلمات الشاعر الغنائي ساهر، ألحان الفنان الراحل مرزوق المرزوق.

### الثمانينيات
برز المطرب محمد المسباح في بداية الثمانينيات كصوت غنائي كثير الطموحات ويحمل إضافة إلى الأغنية الكويتية... صوت مشبع بالرصانة والاقتدار، ويتمتّع بموهبة صقلتها التجربة بالتعاون مع أبرز صناع الأغنية في الكويت.
اكتسب تشجيع الأصدقاء، عام 1984، والفنانين من أمثال: مبارك الحديبي، المنتج محمد الصقعبي الذي وفّر له متطلّبات الشريط الأول المادية والدعاية والإعلان، الملحّن عبد الله الرميثان الذي صاغ له لحنَي أغنيتَي: «جاني بعد وقت» التي حقّقت له الظهور وكان لها صدى واسع على الساحة الغنائية الكويتية في الثمانينيات و{تمون أنت تمون»، الملحن مرزوق المرزوق، الفنان القدير غنام الديكان، خالد الزايد، يوسف المهنا، منصور الخرقاوي وأحمد الشرقاوي... كانت نتيجة هذا الاهتمام والتشجيع صدور الألبوم الأول (1988) 
عام 1989 صدر الألبوم الغنائي الثاني للفنان محمد المسباح وتضمّن مجموعة من الأغنيات من أبرزها: «آخر كلامي»، أول عمل غنائي دخل به الاستديو لكنه لم يضعه في شريطه الأول لأنه كان خائفاً آنذاك وطلب من الملحّن إعادة تسجيل الأغنية فلم يقبل لقناعته بحسن أدائها... وهي من تأليف الشاعر الغنائي يوسف ناصر وألحان الفنان القدير الراحل خالد الزايد 

### غياب 3 سنوات
بين عامَي 1989- 1992، لم يقدِّم الفنان محمد المسباح أي أغنية إلا من خلال مشاركته في أوبريت أُعدَّ خصيصاً لمناسبة انعقاد القمة الخليجية في الكويت ومشاركات وطنية أخرى في احتفالات أعياد التحرير والعيد الوطني... وفي الوقت نفسه كان يعدّ أغنيات شريطه العاطفي الذي يعود به من جديد، وبالفعل صدر الشريط الذي مثّل خير عودة للمسباح بعد غيبة ثلاث سنوات، وفيه قدّم مجموعة أغنيات منوّعة في الكلمات والألحان والأداء، من بينها:
«قصة هواي»، من كلمات الشاعر الغنائي مبارك الحديبي ونفّذ لحنها بنفسه وهي من الفولكلور اليمني القديم 

### أغنيات وطنية
عام 1993، قدم أوبريت «الوفاء»، من تأليف الشاعر عدنان الشايجي وألحان يوسف المهنا وإنتاج محافظة الجهراء، وشاركت فيها المطربة البحرينية سعاد الحايكي.
وايضا قدم اوبريت تخريج ضباط الداخليه ((يا أخي ياابن الوطن))
وشارك في حفل افتتاح استاد جابر ((هنا هنا أصبح المجد هنا))
وحفل افتتاح كاس الخليج 23 (نحن لها)
واوبريت (انتوا لها) 
في مجال الأغنية الوطنية، قدّم «يا دارنا يا دار» من ألحان الموسيقار رياض السنباطي وكلمات الشاعر الراحل الدكتور أحمد العدواني والتي غنّتها كوكب الشرق أم كلثوم، وأغنيات أخرى جدّدها مثل «يا ساهر الليل» ألحان الموسيقار أحمد باقر، «وكري يا حرارى» للراحل سعود الراشد وقد مُنعت آنذاك ولم تذع إلا في محطات غير حكومية وغيرها.
في عام 2017 قدم أغنيتين وطنيتين من إنتاج إذاعة الكويت، الأولى بعنوان «أمي الكويت» من كلمات د. إيمان الشمري، والثانية «قصر دسمان» من كلمات يوسف ناصر، وكلاهما من ألحان أنور عبدالله. 
وشارك اخيرا في أغنية لامير الكويت الشيخ نواف ((اقسمت يا نواف))

### الغياب والعودة
بعد سنتين من الإعداد والتجهيز الفني، قدّم الفنان محمد المسباح ألبومه الجديد «حياتي» (1994) الذي يعتبر بحق تحفة فنية وخطوة مضيئة في طريقه الفني، أكّد خلاله حرصه على اختيار كلمات تتميز برقّة معانيها وتمسّكه بالأصالة التي تواكب التطوّر الفني، ويظهر ذلك بوضوح في أغنية «من يشبهك» التي جمعت، للمرة الأولى، ألحاناً غربية بآلاتها المتطوّرة وألحاناً شرقية من التراث الأصيل.
أطلق بعدها العديد من الألبومات آخرها كان عام 2010 بعنوان مر الهوى
في أكتوبر 2015 عاد بأغنية منفردة جديدة بعنوان «وينك»  ، عاد من خلالها إلى جمهوره، وهي من كلمات ساهر وألحان علي أبا الخيل.

## ألبومات[7][8]
- مر الهوى:(2010)
- عديل الروح:(2005)
- متغير شيء:(2003)
- يفوق الوصف: (2000)
- تبسم: (1997)
- على خدي: (1995)
- حياتي:(1994)
- من عيني الثنتين:(1992)
- غير معقول: (1989)
- تمون:(1988)

## أغاني مسلسلات
- مايبقى غير الحب 1997
- دارت الأيام 1998
- الفرية 2006
- حراير بمشاركة الفنان هاني شاكر 2007
- عرس الدم2007
- الأصيل2007
- متلف الروح 2010
- زوارة الخميس 2010
- باب الريح 2016

## تقديم البرامج
- خاض تجربة التقديم لأول مرة على شاشة تلفزيون الكويت من خلال برنامج «الفنون ألوان» عام 2014 [9]

## شركات الإنتاج التي تعامل معها
- بوزيد فون
- النظائر
- فنون الجزيرة